# Micrurus dumerili
Micrurus dumerili este o specie de șerpi din genul Micrurus, familia Elapidae.

## Subspecii
Această specie cuprinde următoarele subspecii:
- M. d. antioquiensis
- M. d. carinicaudus
- M. d. colombianus
- M. d. transandinus
- M. d. venezuelensis